# Alexandre Eugène Dufour
Alexandre Eugène Dufour (XIII arrondissement di Parigi, 8 maggio 1875 – 19 giugno 1942) è stato un fisico francese, candidato al Premio Nobel per la fisica.

## Biografia
Nacque a Parigi da Jules César Dufour, un fabbro, e Maria Caroline Frontigny.
Frequentò la scuola primaria di la Tombe-Issoire. Fece poi la scuola Lavoisier(1888-1893) e poi il college Chaptal. Si laureò in scienze e divenne professore di fisica nel 1899. Ottenne il dottorato e divenne dottore in scienze nel 1906.
Fece il preparatore all'Ecole normale supérieure tra il 1900 ed il 1903. Divenne professore al lycée de Chartres (1903-1904) e poi al liceo Louis-le-Grand (1904-1920). Nello stesso periodo fece il Tutor del corso di fisica generale alla Scuola Centrale dal 1909. Divenne professore assistente (1919-1922), poi professore ordinario alla Scuola Centrale (1923). Succedette a Georges Sagnac come docente di fisica per il certificato PCN (1° anno di studi di medicina) presso la Facoltà di Scienze dell'Università di Parigi all'inizio dell'anno scolastico 1920.  Nel 1927 ottenne la carica di professore, senza cattedra fino al 1931 quando fu nominato professore ordinario a titolo personale alla Facoltà di Scienze di Parigi (1931-1942).
Si sposò il 24 novembre 1904 a Marseille con Marguierite, Emilie, Maria Tissot con la quale ebbe un figlio ed una figlia.
Un gruppo di scienziati marginali, difensori di teorie pseudoscientifiche, come l'anti-darwinismo, crearono un gruppo che portava il suo nome Cercle de physique Alexandre-Dufour. Questo gruppo si riunì presso la casa Centraliens dal 1949 al 1983. Tra i suoi membri figurava René-Louis Vallée, l'inventore della fisica sinergica.

## Contributo scientifici
È l'inventore dell'oscillografo catodico, di cui descrisse il processo nel 1914, prima di pubblicare i dettagli del dispositivo nel 1920.
Lavorò sugli spettri dell'idrogeno e sull'azione dell'idrogeno sul silicio e sulla silice.

## Onorificenze
- Il 14 febbraio 1921 venne nominato cavaliere della Legion d'Onore.[7]
- Nel 1922 ottenne il premio Clément Fèlix.
- Nel 1924 gli venne conferito il premio Hughes.
- Nel 1916 venne candidato come premio nobel per la fisica.[8]